# 8 f.Kr.
| 8 f.Kr.            |
| ------------------ |
| Dødsfald - Fødsler |
|                    |

## Dødsfald
- 27. november – Horats, romersk digter (f. 65 f.Kr.).
- Gaius Cilnius Mæcenas, romersk politiker.